# Недзьведзиська
Недзьведзиська (пол. Niedźwiedziska, нім. Medewitz) — село в Польщі, у гміні Грифиці Ґрифицького повіту Західнопоморського воєводства.
Населення — 82 особи (2011).
У 1975-1998 роках село належало до Щецинського воєводства.

## Демографія
Демографічна структура станом на 31 березня 2011 року:
|          | Загалом | Допрацездатний вік | Працездатний вік | Постпрацездатний вік |
| -------- | ------- | ------------------ | ---------------- | -------------------- |
| Чоловіки | 48      | 14                 | 31               | 3                    |
| Жінки    | 34      | 4                  | 21               | 9                    |
| Разом    | 82      | 18                 | 52               | 12                   |